# Унлінген
Унлінген (нім. Unlingen) — громада в Німеччині, знаходиться в землі Баден-Вюртемберг. Підпорядковується адміністративному округу Тюбінген. Входить до складу району Біберах.
Площа — 26,87 км2. Населення становить 2407 ос. (станом на 31 грудня 2020).